# Växjö Teater
Växjö Teater är en av Sveriges äldsta kvarvarande teaterbyggnader på landsorten och har i dag cirka 445 sittplatser. Teatern invigdes den 26 december 1849, och byggnaden ritades av länsarkitekten Wilhelm Theodor Anckarsvärd, som också är upphovsman till Växjö stads rådhus (nuvarande Växjö stadshotell). År 1964 blev Växjö Teater byggnadsminne.

## Om teatern

### 1849–1939
Teatern invigdes annandag jul 1849 och firades genom framförandet av femaktaren Barnhusvärlden eller Världens dom med Lars Erik Elfforss teatersällskap. Det var tätt mellan föreställningarna och underhållning i det lättare genren tycks ha dominerat under det glada 1920-talet. Sedan 1930-talet och under Riksteaterns försorg blev även den seriösa dramatiken ett kontinuerligt inslag i repertoaren. 1933 bildades en lokalavdelning av Riksteatern och fick senare namnet Växjö Teaterförening.

### 1940–1951
Växjö Teater drevs fram till 1944 som ett privatägt bolag men det året övertog Växjö stad aktierna i bolaget. Anledningen till övertagandet var framför allt att det fanns ett stort behov av ny- och ombyggnad. I en skrift inför teaterns 100-årsjubileum 1949 beskrivs publikens förväntningar under tiden efter första världskriget: "Vad folk på den här tiden mest ville ha, det var emellertid revyer. Och revyer drällde det ner, både bättre och sämre." (Växjö Teater 100 år, Martin Sjöstrand) Till det bättre kan med säkerhet räknas Karl Gerhard och Ernst Rolf som båda gästade Växjö Teater.

### 1952–1964

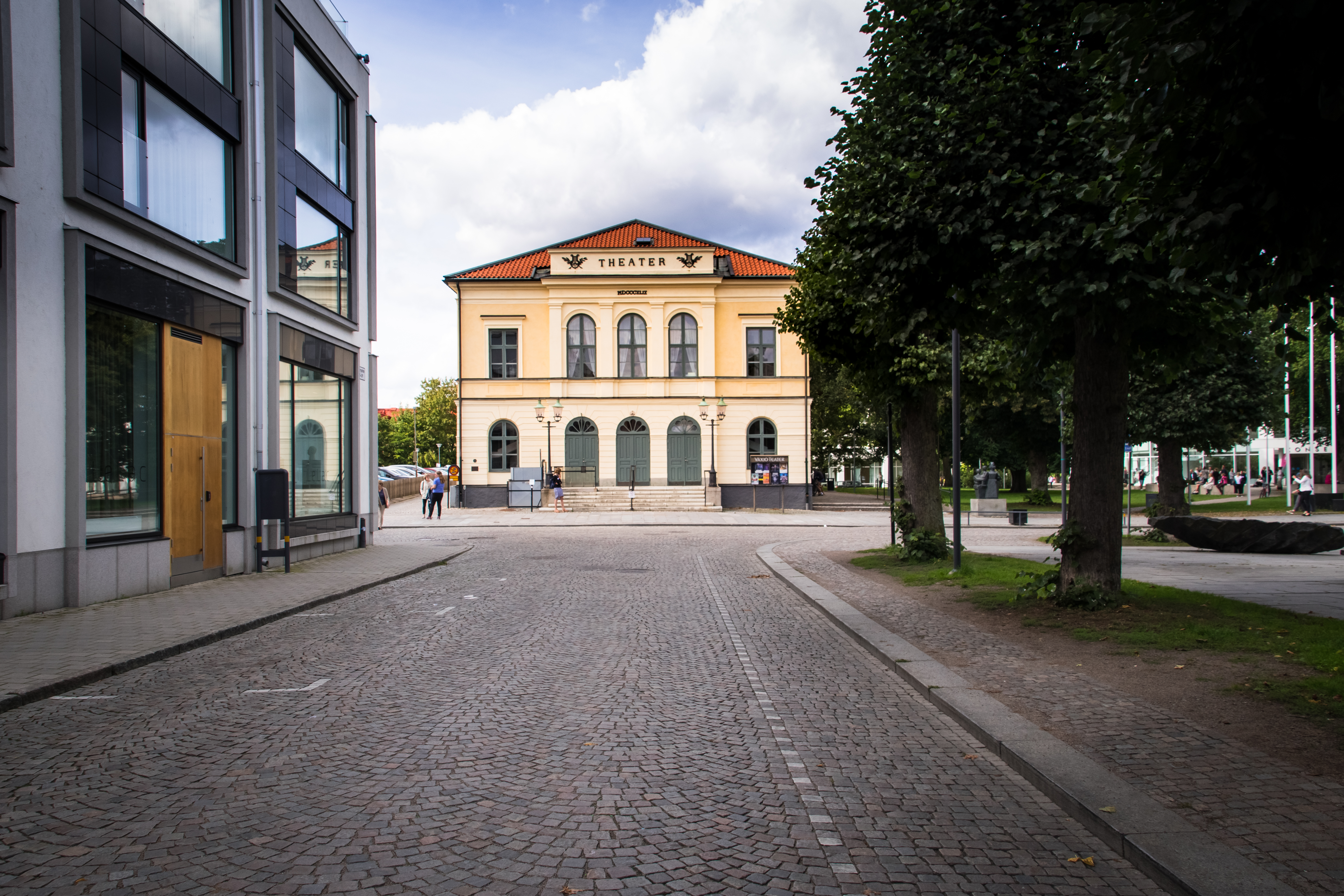
Växjö teater, 2019.

1952 renoverades insidan av teatern. Stolarna i salongen byttes ut, scenen byggdes om och ett orkesterdike för 18 personer lades till. 1955, gjordes en tillbyggnad för att tillgodose behovet av artistloger, kulissmagasin och kanslilokaler. Kostnaden för renoveringen och tillbyggnaden uppgick till på den tiden ansenliga summan av en miljon kronor. Sittplatserna ändrades i samband med renoveringen från ca 480 till 445 platser. 
Fler förändringar genomfördes inne på teatern: trapphuset flyttades, de bytte ut alla stolarna och förlängde scenen samtidigt som de sänkte scenen från sluttande till idag plan. Scenen försågs i övrigt med det allra senaste av elektrisk och teknisk utrustning. Växjö Teater kunde nu mäta sig väl med de centrala kulturinstitutionerna i landet. 1964 förklarades Växjö Teater som byggnadsminne. I foajéutrymmena finns gott om bilddokument som vittnar om teaterns rika historia.

### Idag
Idag utnyttjas Växjö teater bland annat den lokala avdelningen till Riksteatern, Växjö Teaterförening. Växjö Revyn är ett annat sällskap som utnyttjar lokalen. Växjö teater bokas även för konserter, teater, föreläsningar, konferenser och andra arrangemang.